# Mawlid an-Nabi
Mawlid an-Nabi (Arabisch: مولد النبي) is een islamitisch gedenkdag waarop de geboortedag van de profeet Mohammed door de meeste moslims wordt herdacht en gevierd.
Mawlid an-Nabi wordt in het soennisme gevierd op 12 rabi' al-awwal, de derde maand van het islamitische maanjaar. Volgens de overlevering werd Mohammed op maandag 12 rabi' al-awwal in het jaar 570 (of 571) AD geboren en stierf hij op maandag 12 rabi' al-awwal 632. Sjiieten vieren en gedenken het op 17 rabi' al-awwal. Volgens de soefistische doctrine is het een van de Gezegende Nachten. Lang niet alle soennieten vieren Mawlid an-Nabi, sommige zien het als een geïnnoveerde feestdag.
Op deze dag wordt in de moskee extra aandacht besteed aan Mawlid an-Nabi. Zowel in de moskee als thuis worden soms gedichten voorgedragen en er worden verhalen verteld over Mohammed. Ook wordt deze dag gezien als goede datum om een besnijdenis uit te voeren.
De meeste stromingen in de islam keuren de herdenking van de geboortedag van de profeet Mohammed goed, maar met de opkomst van het wahabisme/salafisme volgde ook een toename van het aantal moslims dat de viering van deze dag afkeurt, omdat het als een ongeoorloofde religieuze vernieuwing wordt beschouwd (bid'ah). In de meeste landen met een moslimmeerderheid wordt Mawlid an-Nabi erkend als een nationale feestdag, met uitzondering van Saudi-Arabië en Qatar, die officieel wahabistisch/salafistisch zijn. Ook sommige niet-moslimlanden met een grote moslimbevolking, zoals India, erkennen Mawlid an-Nabi als een officiële feestdag.

## Geschiedenis
Kort na het overlijden van de profeet Mohammed beginnen moslims het huis van Mohammed in Medina te bezoeken waar hij overleden is. Toch zou het bijna 200 jaar duren, voordat het werd ingericht als een plaats om te bezoeken. Dit gebeurde door de moeder van de Abbasidische kalief Haroen ar-Rasjid. De sjiitische Fatimiden maakten van Mawlid an-Nabi een belangrijke feestdag. De eerste beschrijving van het feest dateert uit 1207 dat in het huidige Irak georganiseerd werd door de Abbasiden. Er is sprake van processies, liederen, dhikr, gedichten, choetba's en geschenken. Rond 1300 was Mawlid in Egypte tot een belangrijke gebeurtenis verworden, waarna het zich over de islamitische wereld verspreidde. Binnen het geloof is het belangrijk te beseffen dat deze dag slechts een herdenking is en niet in de een van de vier bronnen van de fiqh als een verplichting voorkomt.

## Datum
Omdat de islamitische kalender een maankalender is en niet een zonnekalender, schuift de datum van Mawlid an-Nabi in de gregoriaanse kalender elk jaar met tien of elf dagen, soms twaalf in een schrikkeljaar, terug.
Hieronder de data in de gregoriaanse kalender waarop soennieten Mawlid an-Nabi vieren en gedenken:
| Mawlid an-Nabi | Gregoriaanse datum |
| -------------- | ------------------ |
| 1442 AH        | 29 oktober 2020    |
| 1443 AH        | 18 oktober 2021    |
| 1444 AH        | 08 oktober 2022    |
| 1445 AH        | 27 september 2023  |
| 1446 AH        | 15 september 2024  |